# Мини-кувар
Мини-кувар (мађ. Miniséf) је мађарска дечја кулинарска емисија. Двоје деце, Мини и Макс, мимо свакодневних обавеза и дешавања припремају разна јела за различите прилике, корак по корак, тако дајући пример гледаоцима. У Србији, Црној Гори, Босни и Херцеговини и БЈР Македонији се емитовала на ТВ каналу Минимакс, синхронизована на српски језик. Синхронизацију је радио студио Студио.

## Улоге
| Улога | Глумац           |
| ----- | ---------------- |
| Мини  | Ана Геро         |
| Макс  | Вилијам Рејнолдс |